# تودور ولادیمیروف
تودور ولادیمیروف (بلغاری: Тодор Владимиров؛ ۲۱ مهٔ ۱۸۹۵ – ۲۳ ژانویهٔ ۱۹۷۸) بازیکن فوتبال اهل بلغارستان بود.
وی همچنین در تیم ملی فوتبال بلغارستان بازی کرده‌است.